# Eagles of Death Metal
Eagles of Death Metal (parfois abrégé en EODM) est un groupe américain de hard rock, originaire de Palm Desert, en Californie et fondé par Jesse Hughes et Josh Homme en 1997. Le groupe apparaît pour la première fois sur l’album The Desert Sessions III/IV de Josh Homme.
Une partie des attentats du 13 novembre 2015 à Paris, attaque terroriste la plus meurtrière menée sur le territoire français, se déroule au Bataclan lors de l'un de ses concerts.

## Historique

### Débuts (1998–2003)

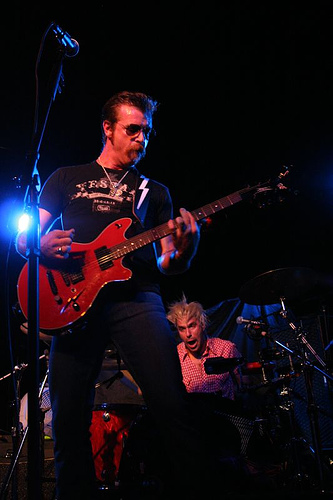
EODM en concert.

Eagles of Death Metal est formé en 1998 à Palm Desert, en Californie, et apparait pour la première fois dans Volumes 3 and 4 des Desert Sessions de Josh Homme. Homme est le membre le plus connu du groupe, notamment pour son rôle de leader dans les Queens of the Stone Age et dans Kyuss. Cependant, il ne participe qu'occasionnellement aux concerts à cause de l'activité des Queens of the Stone Age.
Jesse Hughes, le leader du groupe, est un ami d’enfance de Homme et ancien journaliste.  Alors qu’on lui demandait, après qu’il eut porté un tee-shirt à l’effigie du groupe, « mais qui sont les Eagles of Death Metal ? », Homme le décrit comme un membre de la National Rifle Association of America qui aime le porno et le crystal meth. Tim Vanhamel a, lui, joué dans dEUS, Millionaire et Evil Superstars.
Malgré leur nom, les Eagles of Death Metal ne sont pas un groupe de death metal. Hughes dit à ce propos que le nom venait d’une discussion arrosée avec un fan de death metal où Josh Homme qualifie le groupe Vader d'« Eagles du Death Metal ». Plus tard, Homme lui propose de composer la musique correspondant à ce croisement improbable.

### Premiers albums (2004–2007)
Le premier album du groupe, Peace, Love, Death Metal, sort le 23 mars 2004. Dans une interview pour MTV News de 2003, Josh Homme décrit le son du groupe comme une combinaison de bluegrass avec une batterie puissante et une voix à la Canned Heat.
Eagles of Death Metal revient le 11 avril 2006, avec un deuxième effort, Death by Sexy. À la première moitié de 2006, ils tournent avec The Strokes et en tête d'affiche de leur propre tournée américaine avec The Giraffes, suivie par des dates en ouverture pour Peaches. À la fin 2006, le groupe joue avec Guns N' Roses, mais l'événement ne se déroule pas comme prévu. Axl Rose considère le groupe comme « les Pigeons du Shit Metal ».

### Heart On(2008–2012)

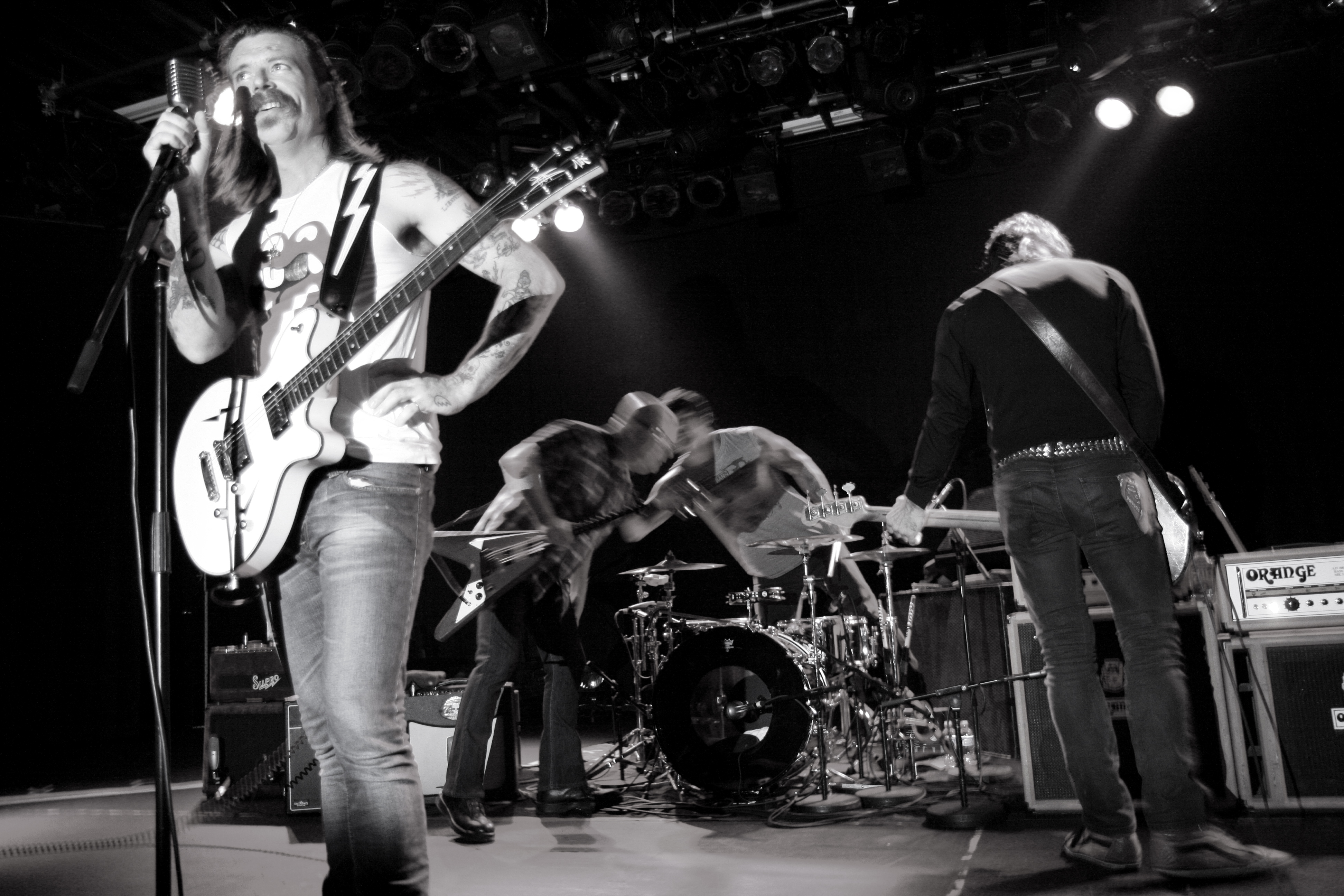
Eagles of Death Metal lors de leur prestation au Commodore Ballroom le 20 juillet 2009.

En avril 2008, Nike sort sa nouvelle campagne de publicité « Take it to the Next Level » (« Passez au niveau supérieur ») pour la chaussure de football T90. La publicité est réalisée par Guy Ritchie et la musique utilisée est Don't Speak du groupe Eagles of Death Metal. Cette pub permet d'améliorer la notoriété du groupe.
Le troisième album du groupe Heart On, dont le premier extrait est Wannabe in L.A, sort le 28 octobre 2008. Une tournée mondiale commençant par les États-Unis est entamée parallèlement.
Le 15 octobre 2012, à quinze jours du lancement de Windows 8, Microsoft sort sa première pub « teaser » pour son nouveau système d'exploitation, la musique est signée The Eagles of Death Metal, tirée du premier album Peace, Love, Death Metal avec I Only Want You.

### Zipper Down(2013–2015)
En 2013, Homme annonce l'arrivée du groupe au KOKO de Londres, et au Garage de Glasgow. Homme confirme par la suite qu'ils joueront plus tard au Download Festivl. En avril 2014, la marque Nike utilise pour une de ses pubs (Risk Everything) le morceau Miss Alissa de l'album, Peace, Love, Death Metal.
En juin 2015, le groupe annonce la sortie de son nouvel album, Zipper Down, pour le 2 octobre. Le premier single de l'album, intitulé Complexity est publié en streaming sur le site web Pitchfork,.

### Attentat au Bataclan (2015)

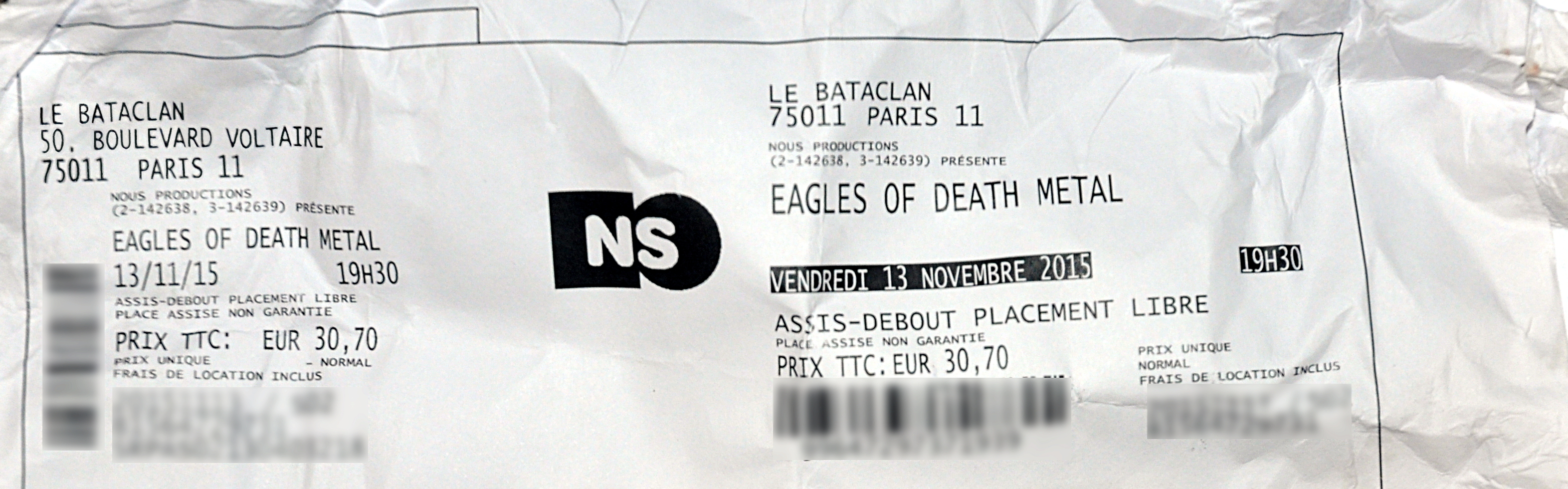
Détail d'un ticket d'entrée au Bataclan pour le concert des EODM le vendredi soir 13 novembre 2015.

Le 13 novembre 2015, lors d'un concert du groupe au Bataclan à Paris, une fusillade et une prise d'otages ont lieu dans la salle de spectacle. Les musiciens ressortent sains et saufs de l'attaque. 
Nick Alexander, qui s'occupait du merchandising autour de la tournée européenne, compte toutefois parmi les victimes, tout comme Thomas Ayad, chef de produit pour Mercury Records, et notamment pour Eagles of Death Metal, ainsi que l'ingénieur du son du groupe. L'attaque terroriste, revendiquée par l'organisation État islamique, a fait 137 morts dans la soirée dont 90 au Bataclan.
Dès le lendemain des attentats, le groupe reprend l'avion pour les États-Unis.
Quelques jours après le drame, Josh Homme organise une collecte en faveur des familles des membres de l'équipe touchés par l’attentat du Bataclan. Bien qu’absent de Paris lors des évènements, le musicien et cofondateur du groupe s’est dit meurtri par la tragédie. Il souhaite, pour lever des fonds, profiter de The Sweet Stuff Foundation, l’association caritative qu’il a créée en 2013 pour aider les musiciens, ingénieurs du son et leurs familles lorsqu’ils sont frappés par la maladie ou le handicap. Une dizaine de jours après l'attaque, Jesse Hughes déclare : « Je suis très impatient de retourner à Paris. Je suis très impatient de jouer. Je veux y retourner. Je veux qu’on soit le premier groupe à jouer à nouveau au Bataclan. Parce que j’y étais quand il est devenu silencieux pendant une minute. Nos amis sont venus pour voir du rock 'n' roll et sont morts. Je veux y retourner et vivre ! »
Ils reprennent le chemin de la scène le 7 décembre 2015 en rejoignant le groupe U2 en concert à l'AccorHotels Arena (nouvelle appellation du Palais omnisports de Paris-Bercy). Ils reprennent ensemble People Have The Power de Patti Smith, puis U2 laisse la scène au groupe californien qui interprète un de ses titres, I Love You All The Time. En hommage aux morts des attentats du 13 novembre, U2 avait auparavant interprété Ne me quitte pas de Jacques Brel alors que le grand tableau lumineux affichait leurs noms.

### Nos Amis Tour(depuis 2016)
En décembre 2015, le groupe annonce la tournée Nos Amis Tour. La tournée comprend un passage à l'Olympia à Paris, le 16 février. Les billets de son concert en novembre au Bataclan sont distribués gratuitement.
En février 2016, le groupe Eagles of Death Metal revient à Paris pour une série de concerts et invite pour celui du 16 février 2016 à l'Olympia les rescapés de l'attaque de Bataclan. Mais le groupe promet qu'il ne jouera pas Kiss the Devil, la chanson pendant laquelle l'attentat s'est déroulé : « Nous ne pouvons pas jouer Kiss the Devil. Nous ne savons plus où vit cette chanson désormais, et nous n’avons pas de raison de chercher à le savoir. Car nous avons aussi des demandes de ne pas la jouer. Une personne qui ne veut pas l’entendre compte plus pour nous qu’une centaine qui voudraient qu’on la joue », explique Josh Homme.
En mars 2016, Jesse Hughes remet en cause la sécurité du Bataclan et assure même que celle-ci a aidé les terroristes. En mai 2016, dans Taki's Magazine, un site libertarien américain, il déclare que des musulmans ont célébré les attaques terroristes en France. Hughes s'excusera de ses propos condamnés par les autorités françaises et le personnel du Bataclan,,. À la suite de ces déclarations, les festivals Rock en Seine et Le Cabaret Vert annulent de leur programmation estivale les concerts prévus du groupe. En 2017, soit deux ans après les évènements du Bataclan, Jesse Hughes et Dave Catching se sont rendus devant la mairie du 11e arrondissement de Paris en y distribuant des roses blanches aux proches des victimes. À l'Issue, un mini-concert est improvisé après le rassemblement organisé par l’association Life of Paris.

## Membres

### Membres actuels
- Jesse Hughes (The Devil ou Boots Electric) : chant, guitare, percussions
- Josh Homme (Carlo Von Sexron ou Baby Duck) : batterie, percussions, guitare, basse

### Membres actuels en concert
- Jesse Hughes : chant, guitare
- Dave Catching (Darlin' Dave ou Davey Jo) : guitare
- Jennie Vee : basse, chant
- Julian Dorio : batterie
- Josh Jove : guitare, chœurs

Le groupe au Hellfest 2019
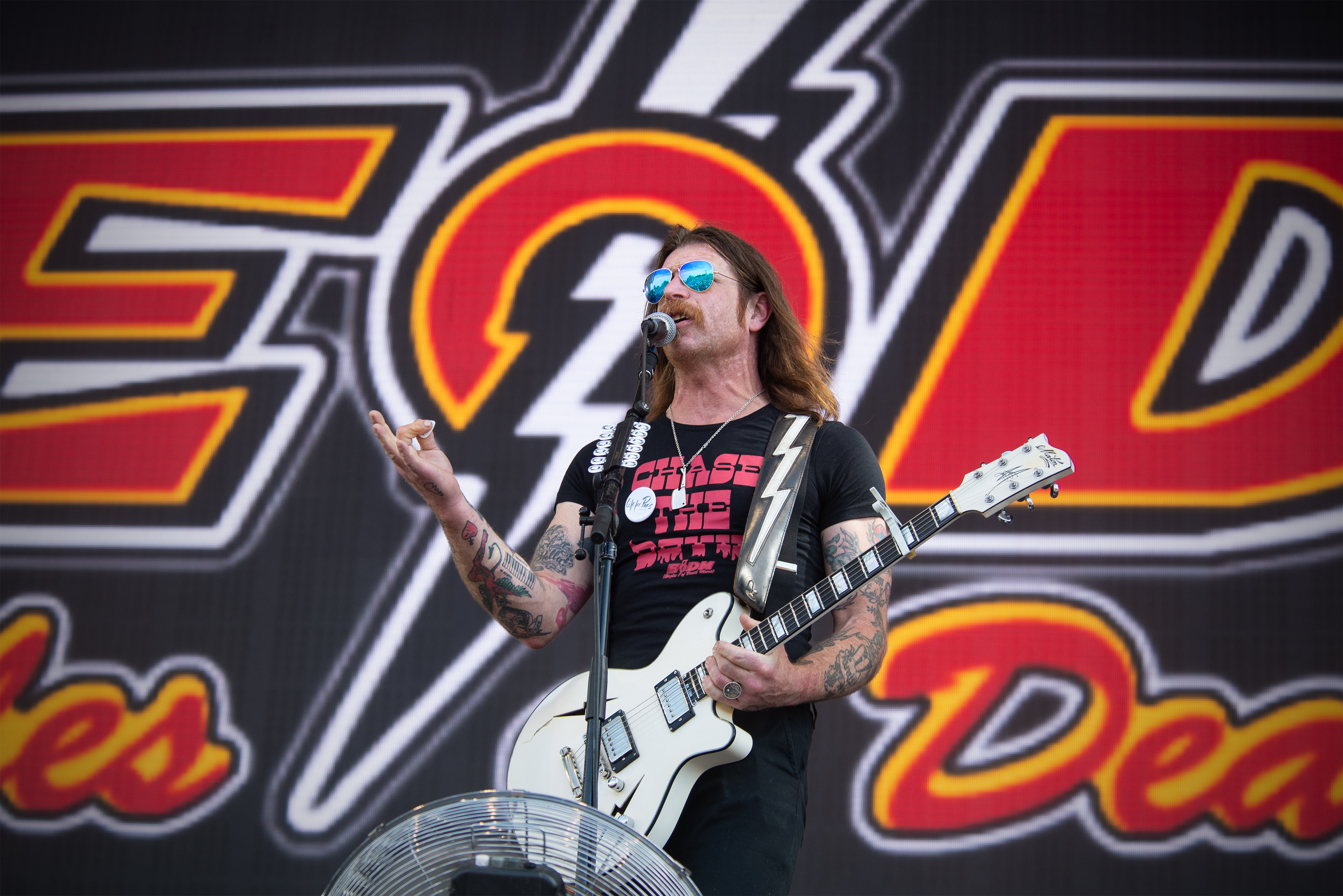
Jesse Hughes
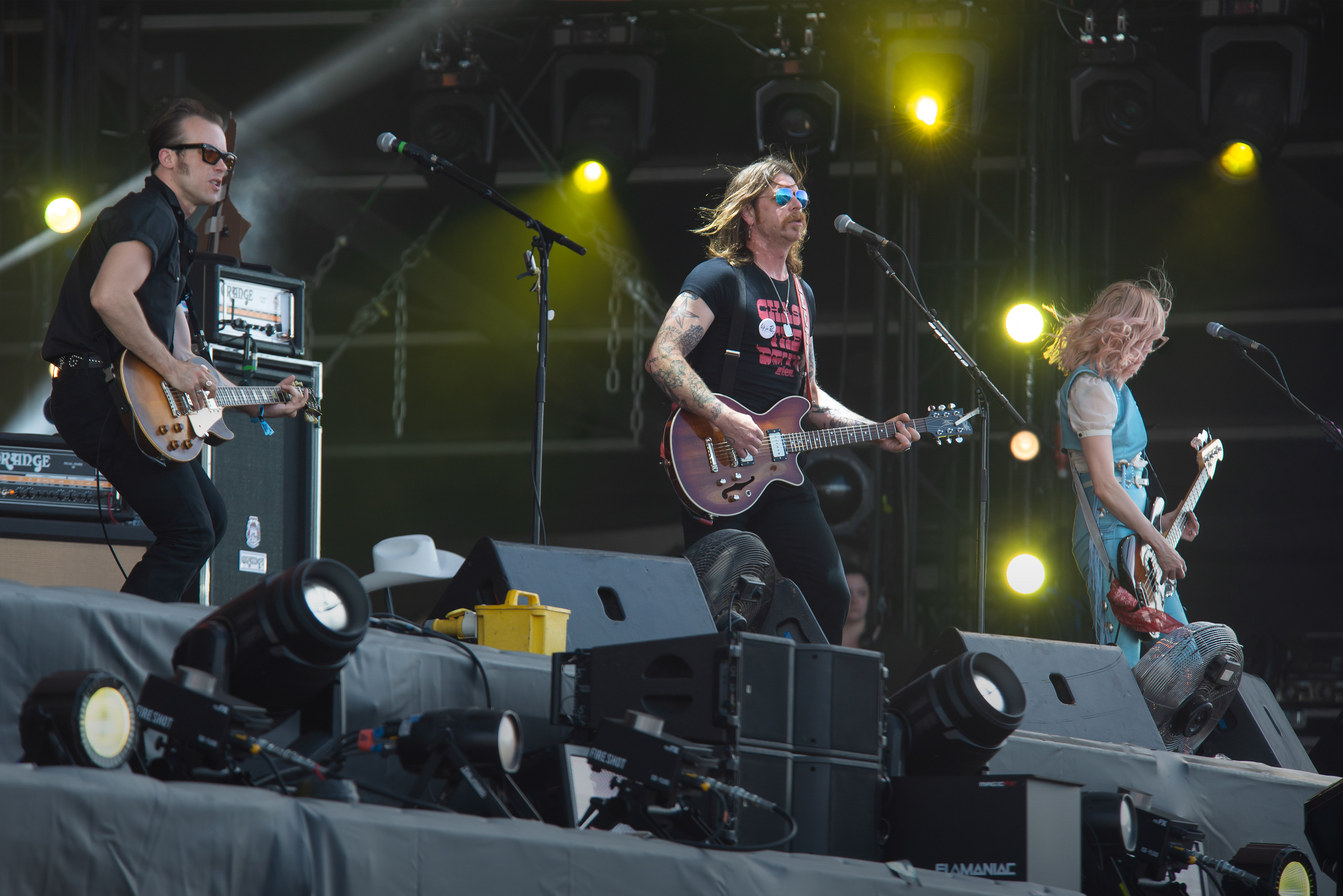
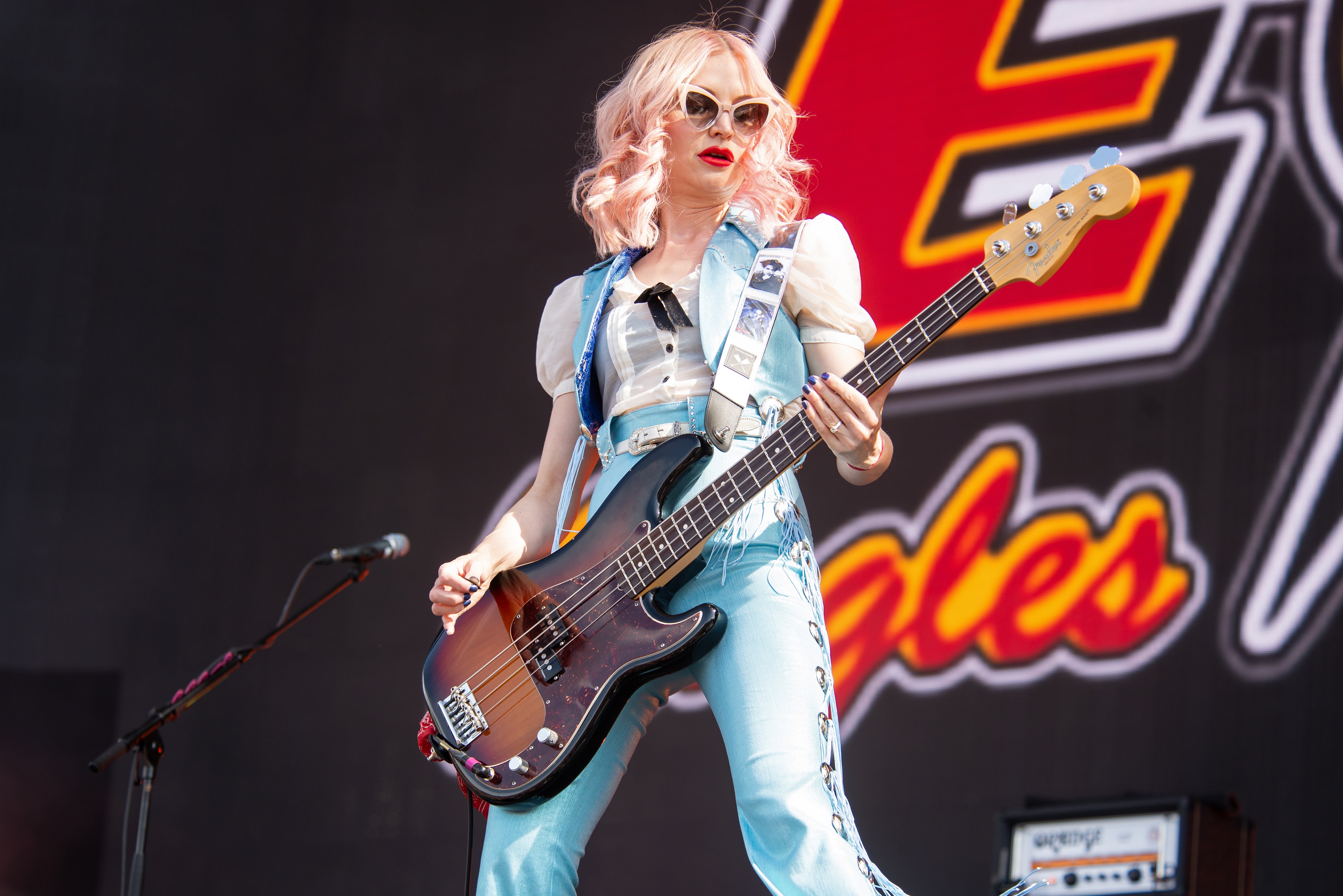
Jennie Vee
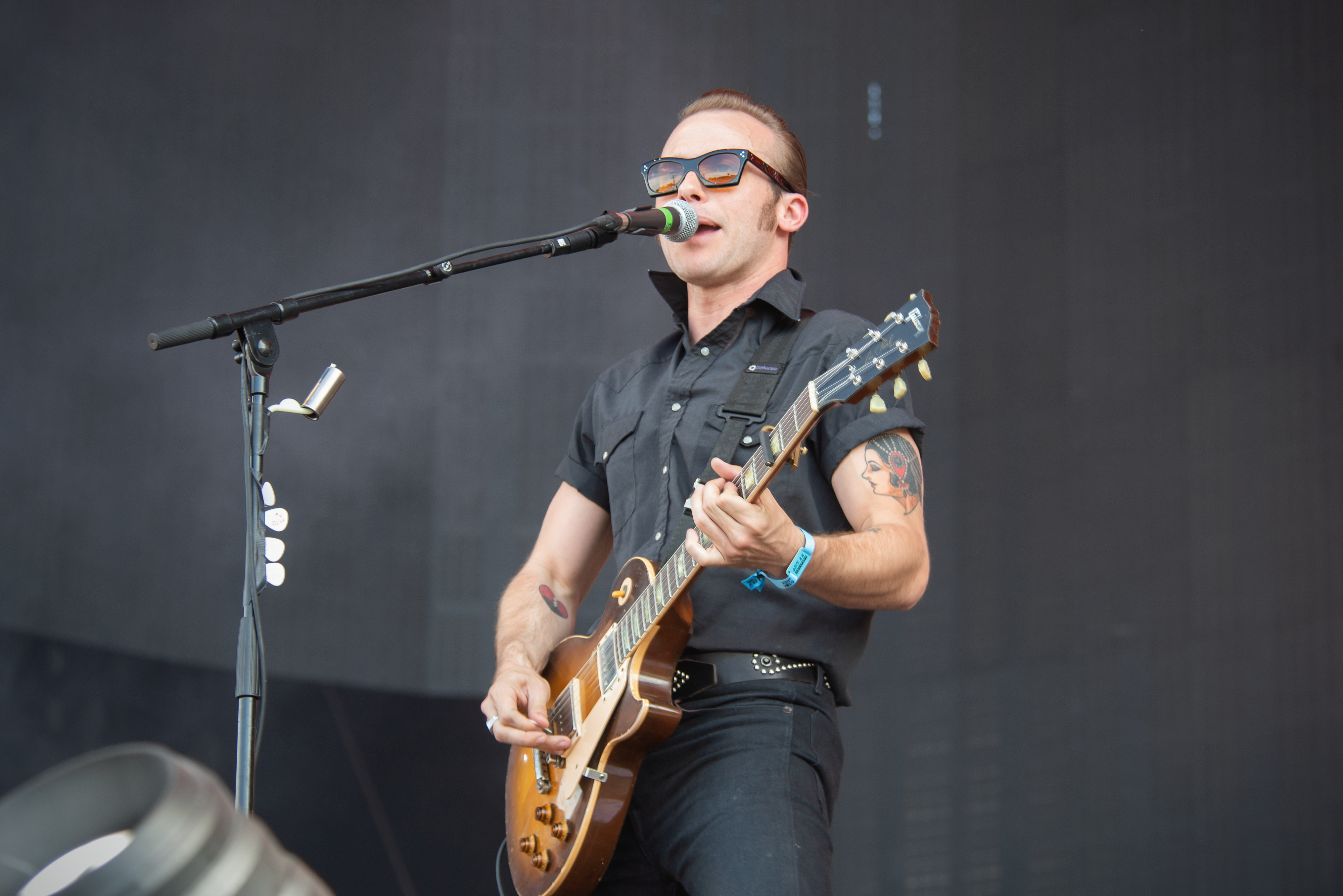
Josh Jove

### Musiciens invités
- Brian O'Connor (Big Hands ou BOC) : basse, chant
- Joey Castillo (The Sexy-Mexy) : batterie
- Gene Trautmann (Teen Dream) : batterie
- Jack Black (Blackjack ou Jeff Boyles) : chant
- Claude Coleman, Jr. (Sugardick) : batterie
- Samantha Maloney (Hot Damn Sweet Sam) : batterie
- Jeff Friedl (The White Don Cheadle) : batterie, claviers
- Dave Grohl (Diablo) : guitare)
- Wendy Rae Fowler (Wendy Ramone ou Wendy Ray Moan) : chœurs sur Death by Sexy)[34]
- Troy Van Leeuwen (Lefty Trizzle) : piano, chœurs
- Brody Dalle (Queen Bee) : chant
- Liam Lynch : chant
- Kat Von D : chant
- Taylor Hawkins : batterie
- Nick Oliveri : basse
- Tim Vanhamel : guitare
- Mark Lanegan : chant
- Dean Fertita : claviers
- Stefan Olsdal de Placebo : basse
- Rat Scabies : batterie
- Abby Travis : basse
- Jon Russo : claviers
- Tuesday Cross : chant, claviers
- Matt Sweeney : guitare
- Natasha Shneider : chant
- Tony Bevilacqua : cor
- Micah Hughes : batterie
- Pete Canavan
- Matt McGrath

## Discographie

### Albums studios
- 2004 : Peace, Love, Death Metal
- 2006 : Death by Sexy...
- 2008 : Heart On
- 2015 : Zipper Down

### Compilations
- 2018 : Pigeons of Shit Metal - (album de reprises) – (Edition vinyle limitée à 500 exemplaires uniquement)
- 2019 : Boots Electric performing the best songs we never wrote - (album de reprises)

## Filmographie
- 2017 : Eagles of Death Metal : Nos Amis (film documentaire de Colin Hanks sur le parcours du groupe après le Bataclan)
- 2017 : I Love You All the Time - Live at the Olympia in Paris